# Thrombus

Schematische Darstellung

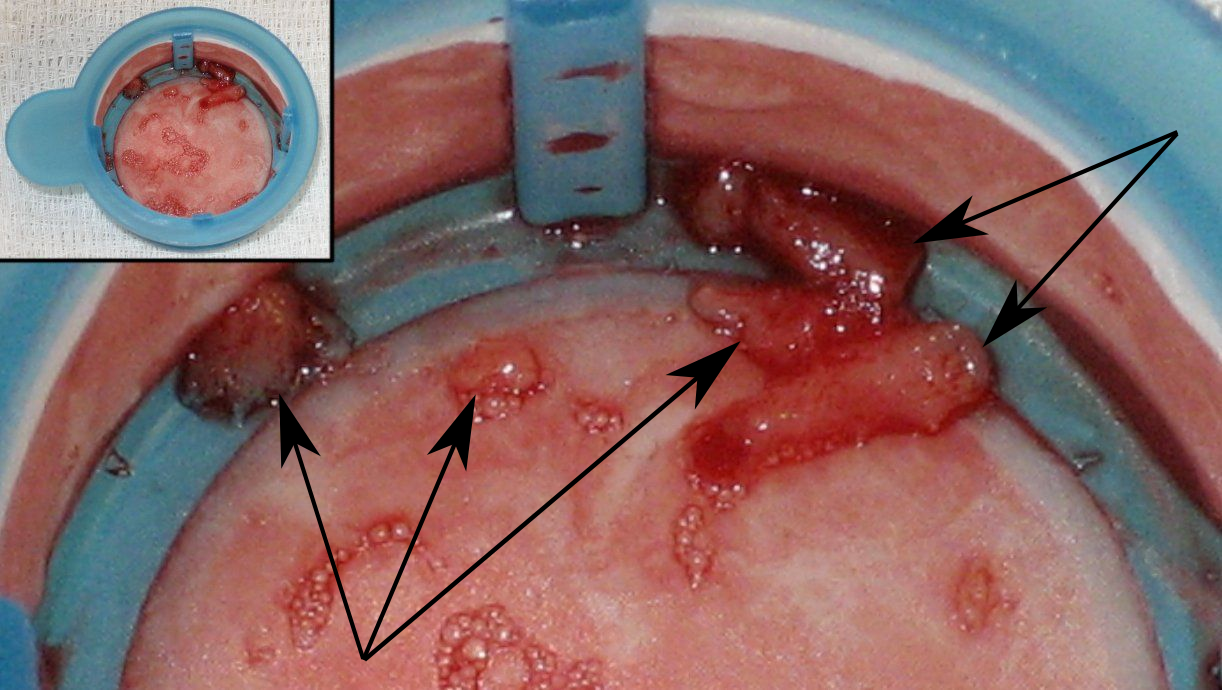
Aus den Herzkranzgefäßen entfernte Thromben

Thrombus (Plural Thromben; von altgriechisch θρόμβος thrómbos, deutsch ‚Klumpen‘, ‚Pfropf‘; Coagulum) ist der medizinische Begriff für ein Blutgerinnsel in einem Blutgefäß oder im Herzen. Dagegen wird für das extravasale Blutgerinnsel der Begriff Koagel verwendet.
Thromben können sowohl im venösen als auch im arteriellen Teil des Blutkreislaufs entstehen. Ein Thrombus kann das Gefäß an seiner Entstehungsstelle festsitzend verstopfen oder er kann sich lösen, vom Blutstrom mitgerissen werden und an anderer Stelle Verstopfungen herbeiführen, die dort zum Ausfall der Blutversorgung von Organen führen. In diesem Fall spricht man von einer Embolie oder Thrombembolie, das Blutgerinnsel wird dann auch als Embolus bezeichnet.
Die von Thromben ausgelösten Krankheitsbilder sind unter anderem der Infarkt, der ischämische Schlaganfall, die Thrombose oder in deren Folge die Lungenembolie.
Thromben bilden sich z. B. nach Gefäßverletzungen, um die verletzte Stelle im Gefäß von innen zu verschließen und einen größeren Blutverlust zu vermeiden. In selteneren Fällen können sich Thromben auch spontan und ohne vorhergehende Verletzung oder andere äußere Einflüsse bilden, z. B. als Folge von Störungen der Blutgerinnung (Hämostase) oder stark verlangsamter Fließgeschwindigkeit des Blutes, durch Koagulation infolge eines erhöhten Gehaltes an Erythrozyten.
In vielen Fällen werden Thromben vom gesunden Körper selbst wieder aufgelöst, ohne zu den o. g. Krankheitsbildern zu führen.

## Arten von Thromben

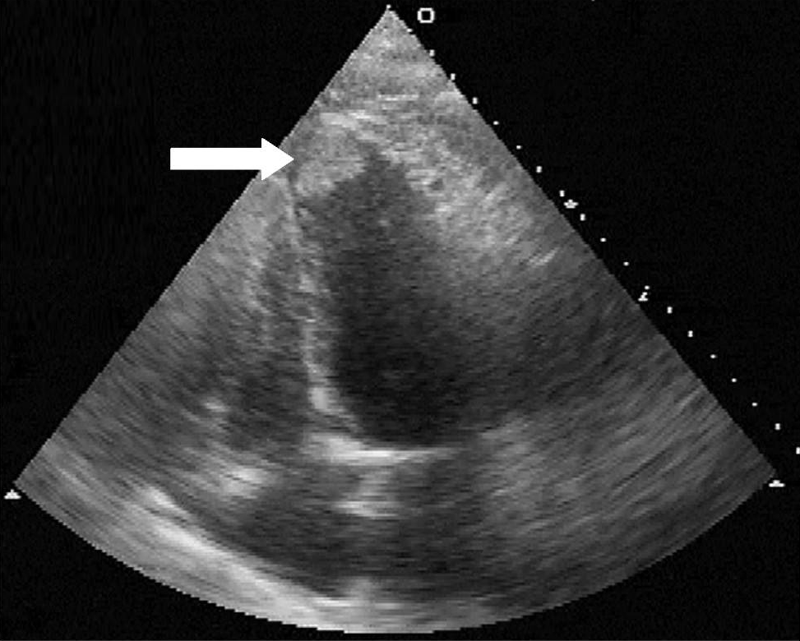
Ultraschallaufnahme eines Thrombus (Pfeil) der linken Herzkammer

### Nach Zusammensetzung
- Weißer Thrombus (Abscheidungsthrombus): fibrinreicher Thrombus
- Roter Thrombus (Gerinnungsthrombus): blutreicher Thrombus
- Plättchenthrombus: Thrombus, der vorwiegend aus Thrombozyten besteht
- Fibrinthrombus: Thrombus, der nur aus Fibrin besteht.
- Phlebolith: auch Venenstein, ein verkalkter Venenthrombus bei Calcinosis dystrophica

### Nach Entstehungsort
- Arterieller Thrombus: meist wandständiger Thrombus vorwiegend durch Thrombozyten und Fibrin gebildet.
- Venenthrombus: durch Stase oft im Bereich der Klappen gebildeter roter Thrombus
- Vorhofthrombus: bei Vorhofflimmern kann es zur Thrombenbildung im Vorhof (insbesondere im Herzohr) kommen.

## Hemmstoffe der Thrombusbildung
- Thrombozytenaggregationshemmer wie Acetylsalicylsäure (ASS; nur bei arteriellen Thromben) oder Clopidogrel
- Heparin
- 4-Hydroxycumarine, z. B. Phenprocoumon
- Thrombinantagonisten
- Direkte orale Antikoagulanzien (DOAK oder DOAKs)[2]

## Zu unterscheiden
Bei der Obduktion muss der Pathologe vor dem Tod entstandene Thromben von einem Cruor phlogisticus unterscheiden. Letzteres lässt sich ohne Widerstand aus dem betroffenen Gefäß herausziehen, da es mit der Gefäßwand nicht verbunden ist, außerdem ist es gelblich-weiß, da es überwiegend aus weißen Blutkörperchen und Blutplättchen besteht.